# 증산도
증산도(甑山道)는 증산 강일순(姜一淳, 1871~1909)을 신앙하는 단체로, 증산도에서는 종교가 아니라 무극대도라고 일컫는다.
강일순을 천지만물의 주재자인 상제(上帝)로, 증산의 아내 고판례(高判禮, 1880~1935)를 정통 후계자인 수부(首婦)로 섬기며, 이 도맥(道脈)을 강일순의 제자 이치복과 안운산의 아버지 안병욱을 거쳐 창교주인 안운산 종도사와 2대 교주 안경전 종도사가 이은 것이다.
증산 강일순은 1871년 전라도 고부군 우덕면 손바래기에서 태어났다. 스스로 옥황상제라 자처하며 선천 5만년 동안 누적되어 온 원한을 풀고 새 세상을 열기 위하여 9년간 천지공사를 행하고 어천했다.
증산도의 경전은 도전(道典)이다. 이전에 있던 8종의 경전과 현장답사를 바탕으로 증산상제와 고수부의 행적 및 천지공사의 구체적인 내용을 담고 있다.
다른 신앙과 마찬가지로 외부에서 세상사람들이 보는 증산도와 신앙인이 내부에서 느끼는 증산도는 전혀 다른 차원이다. 특히 코로나19의 발발 이후 병란 극복을 위한 "무병장수 후천 조화신선 도통수행법"이 대중에 공개되면서(동방신선학교 https://healing.stb.co.kr/) 새로운 국면을 맞이하였다.

## 명칭

### 강증산에 대한 호칭
증산도에서는 강증산을 '증산상제(甑山上帝)'이라 호칭한다. 천상의 옥경에서 인간으로 강세하여 인간완성의 길을 열어주셨다.
강증산이 강(姜)씨 성으로 이 세상에 태어난 것은 강씨가 가장 오래된 인류의 시원 성이기 때문에, 후천개벽을 맞아 모든 것이 뿌리로 돌아가는 '원시반본'의 섭리를 따라, 강씨 성으로 왔다고 한다.

### 증산도라고 호칭하는 이유
증산도에서 '증산'은 강일순의 호인 증산(甑山)을 일컫는 것으로, 증산도는 '증산'의 '도'라는 뜻이다. 증산도는 우주의 이법(理法)이 큰 변혁을 맞이하는 가을개벽의 때에 직접 인간으로 강세하여 새로운 삶의 길을 제시한 증산상제의 가르침을 말한다. 또한 증산상제와 태모 고수부의 가르침을 받들고 실천하는 신앙단체를 동시에 지칭한다.
'증'은 시루증 자로 쌀을 익혀 떡을 만드는 시루처럼, 지금까지 모든 인류 문화를 거두어 성숙시키는 가르침이라는 의미이다. 증산교라 하지 않고 '증산도'라 부르는 것은 천상의 상제가 직접 내려와 이제 종교의 시대가 끝나고 도의 시대가 열렸기 때문이라고 한다.

## 역사

### 특징
증산도는 증산상제가 세계종교사의 운로를 결정한 '도운(道運) 공사'에 의해서 탄생하였다. 증산은  "내 일은 삼변성도(三變成道)니라."(증산도 도전 5:356)고 하며 3번의 변화과정을 거치게 됨을 암시했다고 한다.
증산은 "이제 모든 일을 풀어놓아 각기 자유 행동에 맡기어 먼저 난법을 지은 뒤에 진법을 내리니 오직 모든 일에 마음을 바르게 하라."(증산도 도전 4:32)고 한다. 즉 난법(難法)의 과정을 거쳐 진법(眞法;참법)이 태동하며 역사 속에 드러나게 된다는 것이다. 이것은 지금까지의 기성 종교에서 먼저 창시자에 의하여 개창된 진리가 시간이 지나면서 말법이나 혼란기로 들어간다고 하는 일반적인 종교사적인 과정이 역전되어 있다. 이는 뿌리로 돌아가 열매맺는 원시반본(原始返本)의 역사정신에 의하여 가을개벽기에는 모든 것이 뿌리로 돌아가는 변화과정을 겪기 때문이다.

### 성립
증산도는 증산상제가 탄강한 1871년(辛未年)을 도기(道紀) 원년으로 잡고 있다. 증산도의 시작은 증산상제가 인간 세상에 내려오면서부터 시작함을 의미한다. 1901년(도기 31년, 辛丑年)부터 천지공사를 봄에, 1902년(도기 32년, 壬寅年) 김형렬 성도를 비롯한 김자현, 김갑칠, 김호연, 백복남, 안필성, 이도삼, 백남신, 신원일, 김광찬 성도 등이 천지공사에 수종을 들었고, 1907년(도기 37년, 丁未年)에는 차경석, 김경학, 문공신, 안내성, 이치복, 신경원, 신경수 성도 등이 참여한다.

### 제1 부흥기
증산상제가 1909년(己酉) 갑자기 어천(御天)하면서 성도들은 방황을 하게 된다.  그러다 증산상제 어천 2년 뒤(1911년, 辛亥年) 증산으로부터 수부(首夫) 책봉을 받았던 고수부가 성탄치성 후에 대도통을 받고, 생전의 증산과 같은 신권으로 대권능을 자유로이 쓰고 신이한 기적과 명철한 지혜를 나타내었다.
이해 10월에 정읍 대흥리 포정소 문을 열고 도창개창을 선언했다. 이로부터 증산의 옛 제자들이 모여 포교를 시작했다. 그 후 3년 만에 전라도와 충청남도와 경상남도와 서남해의 많은 섬에 포교되었다. 이때 교명을 뭘로 하느냐는 제자들의 질문에 고 수부(首婦)는 "천하를 통일하는 도(道)인데 아직은 때가 이르니 '선도(仙道)'라고 하라. 후일에 다시 진법(眞法)이 나오면 알게 되리라."(증산도 도전 11:29)라고 하였다. 이로부터 '선도교(仙道敎)', 혹은 태을주의 앞 구절을 따서 '훔치교'로 널리 알려지게 되었다.
그런데 이후 차경석이 고수부를 제치고 도권을 장악했다.(난법27년 헛도수, 동학민란때 죽은 동학신명들 해원공사) 이에 고수부는 차경석과 결별하고 김제군 백산면 조종리로 갔다. 이후 차경석 성도는 전국을 순회하면서 삽시간에 엄청난 수의 신도를 포교하여, 일제 시대에 최대 종파로 성장하면서 차천자(天子)로 불렸다. 신도수가 한 때 총독부 추산 600만 명에 육박하기도 했다. 보천교의 고위 간부였던 청음 이상호는 보천교주 차경석과 사이가 벌어지자 빠져나와 '동화교'를 세웠다. 이상호는 주요 성도들을 면담하여 경전인 대순전경을 간행하고(1929년) 고수부를 모시고자 했다.
보천교가 큰 세를 자랑하고 독립자금을 지원하자, 일제는 민족종교를 독립운동의 뿌리로 간주하여 극심한 탄압을 가하기 시작했다. 그러다 1936년 차경석 성도가 사망하면서 보천교는 해체되었다. 1933년 고수부는 오성산 도장에 은거하다가, 1935년 56세로 선화하신다.

### 제2 부흥기
보천교를 신앙하던 안병욱(安炳彧) 성도의 아들인 안운산은 1945년 해방이 되자 본격적으로 포교에 나선다. 이 때 대순전경을 간행한 이상호와 손잡고 증산교라는 이름으로 포교했다. 안운산은 증산교 5방주 조직의 수주(水主)로서 짧은 시간에 수십만의 신도를 포교한 총사수였다. 6.25전쟁이 나면서 안운산은 '현상태 유지'를 선언하고 은둔하였다. (대휴계기)

### 제3 부흥기
이후 1974년(甲寅年) 안운산 종도사는 아들 안경전 종정과 함께 대전을 중심으로 포교를 시작하였다. 그러나 기존의 증산교 신도들이 안운산 종도사를 부정하면서 별도의 길을 가게 된다. 이후 안운산 종도사는 초종교를 표방하는 진리성격에 따라 기존의 '증산교'에서 '증산도'로 개칭한다.
안경전 종정이 1981년 《증산도의 진리》를 출간하면서 증산도의 교리 체계가 확립되었다. 이후 대학가를 중심으로 활발히 포교에 전력하여 80년대 말에는 전국 주요 대학에 "증산도우회"(뒤에 "증산도학생회"로 개칭)라는 이름으로 증산도 동아리를 조직하기에 이른다. 1983년에 "이것이 개벽이다"를 출간하였으며, 1984년에는 증산도 내의 교육기관인 '증산도대학교'를 출범한다.
1992년에는 기존의 강증산의 행적과 언행을 담은 경전들과 신규 답사를 통하여 증산도의 통일 경전인 도전(道典: 1992년 초판, 2002년 개정신판 발행)을 출간하면서 신앙 대중화를 선언하였다. 나아가 도전 개정신판을 6개 국어(영어, 독일어, 중국어, 스페인어, 일본어, 러시아어)로 번역하여 전 세계에 알리고 있다. 1998년에 상생문화연구소를 설립하여 증산도 사상의 정립과 체계화를 위해 노력하고 있다고 한다.
2005년에는 상생방송(STB)을 개국하여 "한문화 중심 채널"을 표방하고, 증산도 도전, 안운산 종도사 도훈, 안경전 종정 도훈, 수행문화와 수행법, 한민족 역사, 주역과 정역, 우주변화원리 등을 송출하고 있다.
국내 150여 개, 해외 20여 개 도장이 있으며, 본부는 대전에 있다. 현재 전 세계로 증산도의 진리를 보급하기 위해 노력중이다.
2012년 창교주인 안운산 종도사가 선화한 이후 안경전 종정이 종도사직을 계승하여 이어오고 있다.
2012년 이후로 안경전 종도사는 인류 시원문명과 다가올 미래문명의 틀을 제시하기 위해 환단고기 북콘서트와 개벽문화 콘서트를 국내외에서 매해 진행하고 있다.

## 경전
증산도의 경전은 "도전(道典)"이다. 도전은 증산상제과 태모 고수부의 생애와 행적, 말씀을 수록하고 있다. 도전은 '도의 법전'이라는 뜻으로, 지금까지 인류의 경전사의 완결판이라고 한다. 안경전 종정은 30년 이상의 기간에 걸쳐 증산의 행적을 답사하고, 증산을 수종한 성도들과 그 후손들의 증언을 채록했다. 철저한 고증을 거쳐 초기에 남겨진 기록의 과오를 바로 잡았다. 전체 11편으로 구성되어 있다. 1992년에 도전 초판이 간행되고, 2003년에 개정판이 출간되었다. 현재 세계 주요 7개국 언어로 번역되어 있다.
이외에 '증산도의 진리를 '교전(敎典)'으로 삼고 있다. 1981년 출간된 '증산도의 진리'는 증산상제의 강세와 우주관, 신관, 천지공사 및 종통의 전수, 신앙문화에 이르기까지 전반적인 가르침을 담고 있다. 총 10장으로 구성되어 있다. 2015년 개정신판이 발간되었다.

## 교리

### 근본 이념
증산도의 핵심 가르침(宗旨)은 '후천개벽, 원시반본, 보은, 해원, 상생'이다. 이 가르침들은 우주1년의 여름에서 가을로 넘어가는 때의 정신, 즉 후천개벽 또는 가을개벽의 정신에 근본을 두고 있다.
- 후천개벽(後天開闢, The great opening of the Later Heaven): 우주만물은 매 순간 생명을 열어가는 개벽운동으로 존재한다. 지구에 1년이 있듯이 우주에도 12만 9600년을 주기로 하는 우주 1년이 있는데, 현재는 우주의 여름에서 가을로 넘어가는 시대에 살고 있다고 한다. 이 때에는 우주의 주재자이자 통치자이신 상제가 인류구원을 위해 인간으로 강세하시는데, 강증산 상제가 바로 인간으로 오신 하느님이라고 한다. 후천개벽이란 봄여름의 선천이 문닫고, 가을겨울의 후천이 열리는 개벽으로, 자연계의 대격변을 동반한다.
- 원시반본(原始返本, Seeking out the beginning and returning to the origin): 우주의 가을시대를 맞아 인간을 포함한 천지만물이 생명의 근원자리로 돌아가야 한다는 가르침이다. 문자적으로는 '시원(始原)의 근본(뿌리)자리로 돌아간다'는 뜻으로 가을의 통일 정신을 의미한다. 원시반본은 보은을 통해 이루어지며 실천적인 면에서는 해원과 상생을 통해 성취된다.
- 보은(報恩, Requital of benevolence): 보은이란 덕을 베풀어 준 사람에게, 또 자기의 근본에 대해 은혜를 갚는다는 뜻이다. 인간 삶의 제1도덕 이념이 보은이다. 이 세상에 근본 없이 생겨난 사람은 없다. 넓게는 천지의 은혜에, 가까이는 부모와 조상 스승의 은혜에 보은함으로써 자신의 본래 모습을 되찾는 원시반본을 성취할 수 있다.
- 해원(解寃, Resolution of bitterness and grief): 해원이란 뭇 생명의 원과 한을 끌러낸다는 뜻이다. 해원이 되지 않고는 그 누구도 생명의 본래 모습을 회복할 수 없다. 선천 역사는 원한의 확대사, 원한의 축적사다. 성차별, 인종차별, 신분격차, 빈부격차, 전쟁과 폭력 등으로 수수천년 동안 누적된 원한을 모두 풀어야, 상생의 새 세상을 열 수 있다.
- 상생(相生, Mutual life-saving, mutual life-bettering): 상생은 '생명을 살리고 서로를 잘되게 한다'는 실천 이념으로 오늘의 인류가 안고 있는 환경 파괴, 민족 문제, 최후의 이념 대결 등 모든 갈등 구조를 끌러낼 수 있는 생명의 대도 사상이다. 진정한 상생은 반드시 후천개벽이 전제되고 해원이 함께 실현될 때 이루어진다.

### 팔관법(八觀法)
안경전 종도사는 증산도의 핵심 진리 체계를 팔관법으로 정리하였다.
- 제1법 상제관
- 제2법 수부관
- 제3법 우주관
- 제4법 신관 (수행관)
- 제5법 인간관 (혹은 증산도의 근본이념)
- 제6법 천지공사관
- 제7법 구원관 (대두목관, 의통관)
- 제8법 일꾼관

## 같이 보기
- 무속신앙
- 도교
- 강일순
- 대순진리회

## 참고자료
- 증산도 도전편찬위원회, 《증산도 도전(道典)》, 2003년
- 안운산, 《천지의 도, 춘생추살》, 2007년
- 안경전, 《증산도의 진리》, 2002년
- 안경전, 《개벽실제상황》, 2005년
- 안경전, 《이것이 개벽이다》, 2010년
- 안경전, 《증산도 대도문답》, 2003년
- 안경전, 《관통증산도》, 1990년
- 증산도전국청년신도연합회,《대순진리회의 비극》, 2002년
- 안경전 종도사 관련 증산도 홈페이지 글